# Comté de Hall (Géorgie)
Pour les articles homonymes, voir Comté de Hall.
Le comté de Hall est l'un des comtés de l'État de Géorgie. Le chef-lieu du comté se situe à Gainesville.

## Démographie
| 1820  | 1830   | 1840  | 1850  | 1860  | 1870  |
| ----- | ------ | ----- | ----- | ----- | ----- |
| 5 086 | 11 748 | 7 875 | 8 713 | 9 366 | 9 607 |

| 1880   | 1890   | 1900   | 1910   | 1920   | 1930   |
| ------ | ------ | ------ | ------ | ------ | ------ |
| 15 298 | 18 047 | 20 752 | 25 730 | 26 822 | 30 313 |

| 1940   | 1950   | 1960   | 1970   | 1980   | 1990   |
| ------ | ------ | ------ | ------ | ------ | ------ |
| 34 822 | 40 113 | 49 739 | 59 405 | 75 649 | 95 428 |

| 2000    | 2010    | - | - | - | - |
| ------- | ------- | - | - | - | - |
| 139 277 | 179 684 | - | - | - | - |